# Vozdušnyj izvozčik
Vozdušnyj izvozčik (Воздушный извозчик) è un film del 1943 diretto da Gerbert Moricevič Rappaport.